# Chi-lli
Chi-lli (auch Chi-li, чи-ли, чили) ist eine russische Popmusikgruppe.

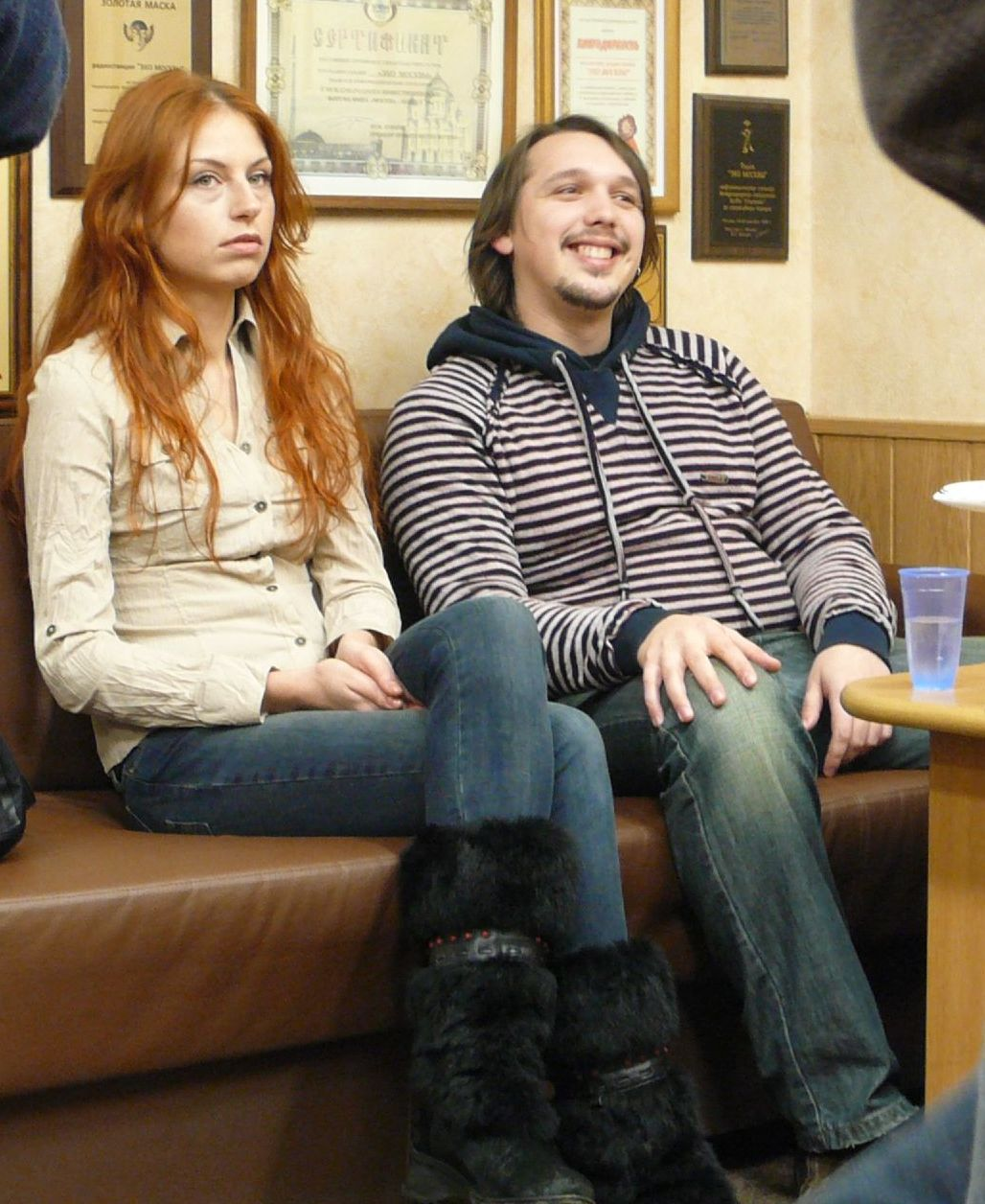
Zabiyaka und Karpow 2007

## Zusammensetzung
Wichtigste Mitglieder sind Sängerin Irina Zabiyaka (russisch Ирина Забияка) und Sergei Karpow (russisch Сергей Карпов), Synthesizer.
Charakteristisch für den Sound der Gruppe ist die tiefe Kontra-Alt Stimme der Sängerin.

## Bandgeschichte
Die Band wurde im Jahr 2006 als Chi-li gegründet. Nach einem Streit mit ihrer Plattenfirma Velvet benannte sich die Gruppe ab 2013 zeitweise in Chi-lli um.
Die Gruppe veröffentlichte zwei Lieder mit dem Schauspieler Goscha Kuzenko, 2006 Сказки und 2012 Я хочу побить посуду

## Charterfolge
Die Gruppe konnte 16 Titel in den Top 100 der russischen Airplaycharts platzieren. Die besten Platzierungen erreichten die Lieder Leto (Platz 1) und Maki (Platz 4), beide vom Album Prestuplenie.
Seit der Trennung von ihrer Plattenfirma Ende 2013 konnte die Gruppe keine vorderen Chartpositionen mehr erreichen.

## Diskografie

### Alben
- 2006: Преступление
- 2007: Лето-преступление (bonus-album)
- 2008: Сделано в Чили
- 2010: Время петь!
- 2015: В голове ветер

### Musikvideos ohne Album
- 2011: Ромашковое поле
- 2011: Облака
- 2012: Я хочу побить посуду (feat. Goscha Kuzenko)
- 2012: Океан
- 2013: Только без паники
- 2018: Моя гитара
- 2019: В чёрных очках

### Digitale Veröffentlichungen
- 2020: Коты
- 2020: Вспоминай
- 2019: Бэмс!
- 2019: Музыка моего сердца
- 2019: В черных очках
- 2018: Беги
- 2017: Хочется
- 2017: Одной крови
- 2019: Музыка моего сердца
- 2019: Бэмс!
- 2020: Вспоминай
- 2020: Коты
- 2021: Я рисую весну
- 2021: Туки-туки (Zusammenarbeit mit Hashmal)
- 2024: Весна не умеет ждать